# Jean-François Laffillé
Jean-François Laffillé (* 7. Mai 1962 in Eu (Seine-Maritime)) ist ein ehemaliger französischer Radrennfahrer.

## Sportliche Laufbahn
Laffillé war im Straßenradsport und im Querfeldeinrennen (heutige Bezeichnung Cyclocross) aktiv. Er begann 1976 im „VC Eudois“ mit dem Radsport. Laffillé blieb während seiner Karriere immer Amateur und gewann er rund 200 Straßenrennen. Er gewann unter anderem die Rennen Grand Prix des Flandres françaises, Circuit du Port de Dunkerque 1986, 1987, 1989, 1990, 1994, Paris–Rouen 1986, Boucles catalanes (auch 1988, 1991, 1994), Ronde du Canigou, Paris–Bagnoles-de-l’Orne 1987, Paris–Fécamp 1988, Tour de la Somme, Troyes–Dijon 1989, den Grand Prix des Marbriers 1990 und 1994, den Grand Prix de Villers-Cotterêts (auch 1991, 1994), Route bretonne, Boucle de l’Artois 1991 und 1995, Circuit méditerranéen 1994, Tour de la Manche, Paris–Chauny 1996.
Etappensiege holte er in der Tour de la Somme 1986 und 1990, im Circuit des Ardennes 1987, im Giro delle Regioni 1989, in der Tour de la Vienne 1989, in der Tour du Hainaut 1993, in der Tour de la Région wallonne 1994.
1988 war Laffillé  Teilnehmer der Olympischen Sommerspiele in Seoul. Im olympischen Straßenrennen kam er auf den 24. Rang. Er war damit der beste Franzose im Einzelrennen.
Dreimal bestritt Laffillé  die Internationale Friedensfahrt. 1987 wurde er 76., 1989 61. der Gesamtwertung. 1986 war er ausgeschieden. Im Oktober 1997 beendete er seine Radsportkarriere und eröffnete ein Fahrradgeschäft in Isbergues.
1987 erhielt er die Auszeichnung „Wolber d’or“ für den besten französischen Amateur des Jahres.